# 김학서 (1970년)
김학서(1970년 9월 27일 ~ )는 진보신당 소속으로 제4대 경기도 남양주시의회 의원을 지낸 대한민국의 정치인이자 사업가이다.제 4회 전국동시지방선거에 민주노동당 소속으로 남양주시 다선거구에 출마하여 당선되었다.이후 제 5회 전국동시지방선거에 진보신당 소속으로 같은 지역구에 출마했으나 낙선했다.

## 학력
- 자양고등학교
- 건국대학교 법학과 졸업

## 경력
- 민주노동당 경기도당 남양주시 지역위원회 부위원장
- 남양주 쓰레기소각잔재매립장반대투쟁위원회 대외협력국장
- 2006.07 ~ 2010.06: 제5대 남양주시의회 의원
- 제5회 지방 선거 경기도지사 심상정 진보신당 후보 특보

## 역대 선거 결과
|  | 15.05% |

|  | 7.16% |